# Pháp tuyến (hình học)

Một đa giác và hai vec-tơ pháp tuyến của nó

Một véc-tơ pháp tuyến của bề mặt tại một điểm chính là một véc-tơ pháp tuyến với mặt phẳng tiếp tuyến tại điểm đó.

Trong hình học , pháp tuyến (hay trực giao) là một đối tượng như đường thẳng, tia hoặc vectơ, vuông góc với một đối tượng nhất định. Ví dụ, trong hai chiều, đường pháp tuyến của một đường cong tại một điểm nhất định là đường thẳng vuông góc với đường tiếp tuyến với đường cong tại điểm đó. Một vectơ pháp tuyến có thể có chiều dài bằng một (một vectơ pháp tuyến đơn vị) hoặc không. Dấu đại số của nó có thể biểu thị hai phía của bề mặt (bên trong hoặc bên ngoài).